# Auguste Herbin
Auguste Herbin (Quiévy, 29 d'abril de 1882 - París, 31 de gener de 1960) va ser un pintor francès emmarcat en el concretisme.

## Biografia
Nascut a Quiévy, departament del Nord, va estudiar dibuix en la École des Beaux-Arts de Lille, des de 1898 fins a 1901, quan es va establir a París. La influència inicial de l'impressionisme i del postimpressionisme visible en els quadres que va enviar al Salon des indépendants el 1906 gradualment va donar pas a la seva implicació en el cubisme després del seu trasllat el 1909 als tallers de Bateau-Lavoir, on va conèixer Pablo Picasso, Georges Braque i Juan Gris; també es va veure animat amb la seva amistat amb Wilhelm Uhde.
La seva obra es va exposar en la mateixa sala que la de Jean Metzinger, Albert Gleizes i Fernand Léger en el Salon des Indépendants de 1910, i el 1912 va participar en la influent exposició Section d'Or.
Després de crear les seves primeres pintures abstractes el 1917, Herbin va cridar l'atenció de Léonce Rosenberg qui, després de la Segona Guerra Mundial, el va fer part del grup centrat en la seva Galerie de l'Effort Moderne i va exposar la seva obra allí en diverses ocasions el 1918 i 1921.
Els relleus radicals de Herbin de simples formes geomètriques en fusta pintada desafiaven no només l'estatus de la pintura de cavallet sinó també les relacions tradicionals entre el fons i la figura. La incomprensió que va acollir aquests relleus i els dissenys per a mobiliari relacionats amb ells, fins i tot d'aquells crítics més favorables al cubisme, va ser tal que fins a 1926 o 1927 va seguir el consell de Rosenberg de tornar a un estil representatiu, però el mateix Herbin més tard va repudiar els seus paisatges, bodegons i escenes de gènere d'aquest període, com Jugadors de bitlles (1923; París, Museu Nacional d'Art Modern), en el qual els objectes estaven representats com volums esquematitzats.